# عبد الرؤوف سنو
عبد الرؤوف سنو (1948-) هو كاتب لبناني، ولد في بيروت، وهو عضو في الوفد الدولي لمراقبة الانتخابات الألمانية عام 2009، حصل على شهادة الدكتوراه في فلسفة التاريخ من (جامعة برلين الحرة) عام 1982، وشغل منصب عميد (كلية التربية) في (الجامعة اللبنانية) من عام 2001- 2004، ثمَّ حاز عضوية (الهيئة الاستشارية للمعهد الألماني للأبحاث الشرقية) في ألمانيا من 2008 إلى الآن، وله عضوية العديد من الهيئات الدولية والمحلية، أبرزها: «عضوية الوفد الدولي لمراقبة الانتخابات الألمانية»، و«عضوية مجلس أمناء مؤسسة الدراسات والتنمية والعيادة التربوية في بيروت».
فاز بجائزة الشيخ زايد للكتاب عن كتابه «حرب لبنان 1975-1990، تفكك الدولة وتصدع المجتمع».

## مؤلفات
صدرت له عدة أعمال أدبية منها:
- «الإكليروس والملكية والسلطة؛ أبحاث في تاريخ لبنان الاجتماعي».
- «المصالح الألمانية في سوريا وفلسطين 1841 - 1901»، معهد الإنماء العربي، 1987.[3]
- «ألمانيا والإسلام في القرنين التاسع عشر والعشرين»، بيروت: الفرات، 2007.[4]
- «حرب لبنان 1975-1990، تفكك الدولة وتصدع المجتمع»، بيروت: الدار العربية للعلوم ناشرون، 2008.[5]
- «النزاعات الكيانية الإسلامية في الدولة العثمانية 1877-1881، بلاد الشام، الحجاز، كردستان، ألبانيا»، بيسان للنشر والتوزيع والإعلام، 1998.[6]
- «السعودية في عهد الملك عبد الله بن عبد العزيز»، 2017.[7]
- «السعودية ولبنان: السياسة والاقتصاد، 1943-2011 - المجلد 2»، الفرات للنشر والتوزيع، بيروت، 2016.[8]
- «المدن الأقطاب في لبنان: بيروت - طرابلس - زحلة - صيدا»، 2018.[9]
- «لبنان الطوائف في دولة ما بعد الطائف : إشكاليات التعايش والسيادة وأدوار الخارج»، 2015.[10]
- «لبنان الكبير ام لبنان خطأ تاريخي؟ : نزاعات على الكيان نشأة وهوية»، تأليف: د. لويس صليبا، تقديم د. عبد الرؤوف سنو، دار ومكتبة بيبليون، 2015.[11]

## جوائز
- جائزة الشيخ زايد للكتاب (التنمية وبناء الدولة) عن كتابه «حرب لبنان 1975-1990، تفكك الدولة وتصدع المجتمع».[2]